# Noah Taylor
Noah George Taylor (Londen, 4 september 1969) is een in Engeland geboren Australisch acteur. Hij won in 1999 de prijs voor beste acteur van het Filmfestival van Sitges voor zijn hoofdrol als het titelpersonage in de fantasy-dramafilm Simon Magus. Hij werd genomineerd voor een Screen Actors Guild Award in zowel 1997 met de hele ploeg van Shine als in 2001 met die van Almost Famous.
Taylor werd geboren in Londen als zoon van een volledig Australisch echtpaar. Zij verhuisden terug naar hun vaderland toen hij vijf was, waarna hij er zelf ook verder opgroeide. Taylor maakte zijn film- en acteerdebuut in 1986 met een naamloos rolletje in de Australische dramafilm Dogs in Space. Dat bleek voor hem de eerste van meer dan dertig filmrollen, meer dan 35 inclusief die in televisiefilms. Daarnaast speelde hij in onder meer de miniserie Bangkok Hilton uit 1989 en Locke in Game of Thrones. Taylor speelde in 1989 tevens een hoofdrol in de videoclip van het nummer Romeos, afkomstig van het album The Breathtaking Blue van de Duitse band Alphaville.

## Filmografie
*Exclusief televisiefilms
| - Skyscraper (2018) - Paddington 2 (2017) - The Menkoff Method (2016) - Free Fire (2016) - The Windmill Massacre (2016) - Maya the Bee Movie (2014, stem) - Lost in Karastan (2014) - Edge of Tomorrow (2014) - Predestination (2014) - Mindscape (2013) - The Double (2013) - Lawless (2012) - Red Dog (2011) - Submarine (2010) - Red White & Blue (2010) - The New Daughter (2009) - Lezione 21 (2008, alias Lesson 21) - The New World (2005) - Charlie and the Chocolate Factory (2005) - The Proposition (2005) - The Life Aquatic with Steve Zissou (2004) - Lara Croft Tomb Raider: The Cradle of Life (2003) - The Sleeping Dictionary (2003) - Max (2002) | - Vanilla Sky (2001) - He Died with a Felafel in His Hand (2001) - Lara Croft: Tomb Raider (2001) - Almost Famous (2000) - The Nine Lives of Tomas Katz (2000) - Mauvaise passe (1999) - Simon Magus (1999) - There's No Fish Food in Heaven (1998) - Woundings (1998) - True Love and Chaos (1997) - Shine (1996) - Down Rusty Down (1996) - Dad and Dave: On Our Selection (1995) - The Nostradamus Kid (1993) - Secrets (1992) - Road to Alice (1992) - Flirting (1991) - Dead to the World (1991) - Lover Boy (1989) - The Prisoner of St. Petersburg (1989) - Songlines (1989) - The Year My Voice Broke (1987) - Dogs in Space (1986) |

- Bibsys: 3111067
- Biblioteca Nacional de España: XX1300864
- Bibliothèque nationale de France: cb14232010g (data)
- Gemeinsame Normdatei: 1061473422
- International Standard Name Identifier: 0000 0000 7245 7131
- Library of Congress Control Number: no98072832
- MusicBrainz: c5cbaef4-a386-4f88-89ce-1fdd392a24b9
- Nationale Bibliotheek van Tsjechië: osd2014814136
- Nationale Bibliotheek van Israël: 987007349596505171
- Nederlandse Thesaurus van Auteursnamen: 235238457
- Système universitaire de documentation: 15886395X
- Virtual International Authority File: 68548984
- WorldCat: E39PBJpYqHKHfwMjVbjYjxJ7HC